# 文艺复兴科技公司
文艺复兴科技有限责任公司（英語：Renaissance Technologies LLC）是美国一家对冲基金公司，其专门从事利用数学和统计分析得出的定量模型进行系统交易。文艺復興科技公司由詹姆斯·西蒙斯于1982年成立，詹姆斯·西蒙斯是一位屡获殊荣的数学家和前冷战时代的密码破解者。
1988年，文艺复兴科技公司创立了该公司最赚钱的投资组合，即“大奖章基金（Medallion Fund）”。大奖章基金的定量模型是基于对伦纳德·鲍姆的鲍姆－韦尔奇算法模型的改进和扩展，以探索其可能获利的相关性，而这个改进是由代数家詹姆斯·克斯完成。西蒙斯与克斯以此成立了一家基金，并以“大奖章”命名来纪念他们曾经获得的数学荣誉。
“大奖章基金”主要面向其基金公司所雇佣的员工， “（大奖章基金）以投资历史上最佳纪录之一而闻名，在20年的时间里，其投资年回报率超过35%。” 而在1994年至2014年中期的这段时间里，其平均年回报率更是高达71.8%。 2008年金融危机全球股市暴跌时，它的回报却高达80%。文艺复兴科技公司为外部投资者提供了两个投资组合，即：文艺复兴机构股票基金（Renaissance Institutional Equities Fund）和文艺复兴机构多元阿尔法基金（Renaissance Institutional Diversified Alpha）。
詹姆斯·西蒙斯一直经营文艺复兴科技公司至2009年他宣布退休为止，公司目前由彼得·菲茨林·布朗（Peter Fitzhugh Brown）负责经营；而在他之前则由罗伯特·勒罗伊·莫瑟管理。彼得·布朗和罗伯特·莫瑟都是从事计算语言学的计算机科学家，并且两人都是1993年从IBM研究院辞职加入到文艺复兴科技公司。 西蒙斯继续担任该公司非执行董事长职务，并持续投资其基金，特别是以执行秘密却长期盈利算法交易策略的大奖章基金。 由于文艺复兴科技公司在通常意义上的成功与大奖章基金的特别突出表现，詹姆斯·西蒙斯被描述成全球最好的基金管理者。

## 投资特色
二十多年来，该公司旗下 Renaissance Technologies 对冲基金一直采用数学模型来分析和执行交易，其中许多是自动化完成。该公司使用基于计算机模型预测容易交易金融工具价格变动。这些模型是基于尽可能收集到的所有数据进行分析，并寻找非随机运动以做出预测。有人认为该公司表现优异还要归功于采用诸如模式识别等金融信号处理技术。

## 公司高管
| 姓名                                      | 职务                                        | 备注        |
| ----------------------------------------- | ------------------------------------------- | ----------- |
| 詹姆斯·西蒙斯（）                         | 董事长                                      | [ 2 ] [ 4 ] |
| 纳撒尼尔·西蒙斯（）                       | 执行副董事长                                | [ 2 ] [ 4 ] |
| 彼得·菲茨林·布朗（Peter Fitzhugh Brown）                      | 联席首席执行官 联席总裁                     | [ 2 ] [ 4 ] |
| 罗伯特·勒罗伊·莫瑟（）                    | 联席首席执行官 联席总裁                     | [ 2 ] [ 4 ] |
| 孟德尔·马克·希波尔（Mendel Mark Silber）                    | 执行副总裁 首席财务官 首席法务官 首席合规官 | [ 2 ] [ 4 ] |
| 保罗·杰拉德·布拉德（Paul Gerard Broder）                    | 副总裁                                      | [ 2 ] [ 4 ] |
| 詹姆斯·史蒂芬·罗文（James Stephen Rowen） | 首席运营官                                  | [ 2 ] [ 4 ] |